# 佐貫町駅
佐貫町駅（さぬきまちえき）は、千葉県富津市亀田にある、東日本旅客鉄道（JR東日本）内房線の駅である。

## 歴史
かつては特急「さざなみ」の館山・千倉方面行列車が設定当初から約半数が停車していたが、定期列車として運転される特急の停車は無く、臨時特急のみの停車駅に降格されていた。2018年ダイヤ改正で特急は通過となった。

### 年表
- 1915年（大正4年）1月15日：当時の君津郡佐貫町に鉄道院の駅として開設[1]。
- 1976年（昭和51年）10月1日：貨物取扱廃止[2]。
- 1987年（昭和62年）4月1日：国鉄分割民営化に伴い、東日本旅客鉄道（JR東日本）の駅となる[1]。
- 2009年（平成21年）3月14日：ICカード「Suica」の利用が可能となる[3]。東京近郊区間に組込まれる[3]。
- 2017年（平成29年）3月6日：この日をもってみどりの窓口が営業終了。

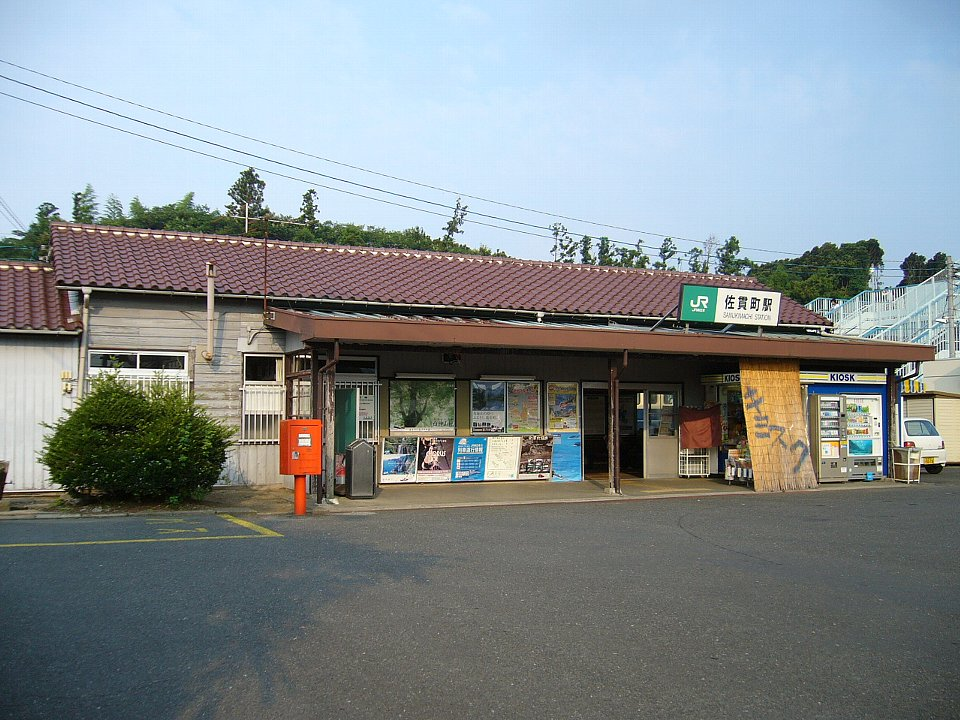
屋根塗り替え前の駅舎 （2006年9月）

## 駅構造
島式ホーム1面2線を有する地上駅。ホームは補修されたものの嵩上げはされていない。駅舎とホームは跨線橋で連絡している。木造駅舎を有する。
JR東日本ステーションサービスによる業務委託駅である（木更津統括センター（君津駅）管理）。自動券売機（Suica対応）1台、簡易Suica改札機が設置されている。トイレは男女別水洗式。

### のりば
| 番線 | 路線    | 方向 | 行先                     |
| ---- | ------- | ---- | ------------------------ |
| 1    | ■内房線 | 下り | 館山・千倉・安房鴨川方面 |
| 2    | ■内房線 | 上り | 木更津・千葉・東京方面   |

（出典：JR東日本:駅構内図）
- 信号設備上、1・2番線共に両方面からの到着及び出発が可能である。
- 上記設備を用いて普通列車が通常とは反対側のホームに入り、特急待避を行う場合がある。
- 非常時には列車が当駅折返しになることがある。113系には当駅折返し用幕が用意されていた。
- ホームは11両編成まで対応する。

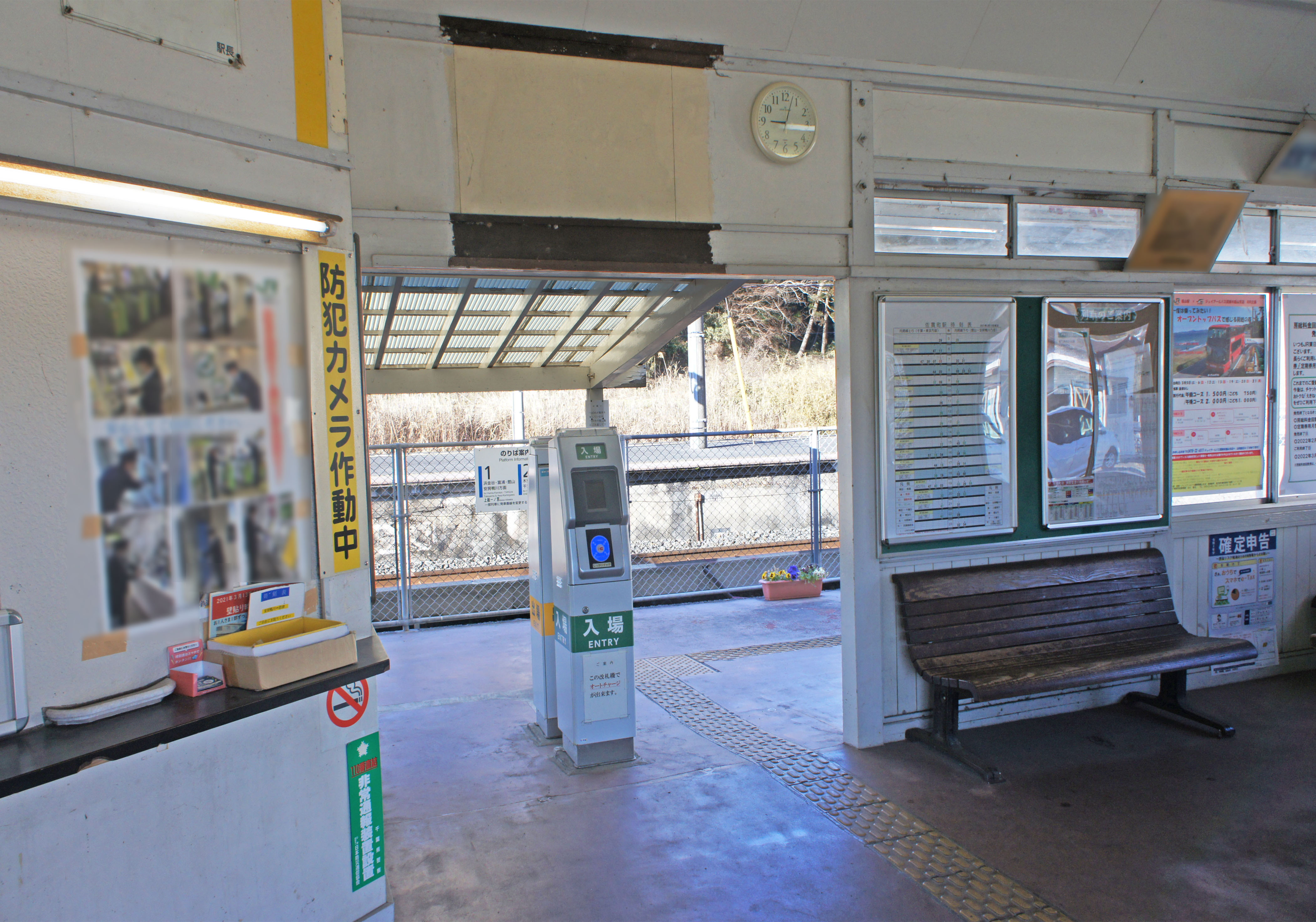
改札口（2022年2月）
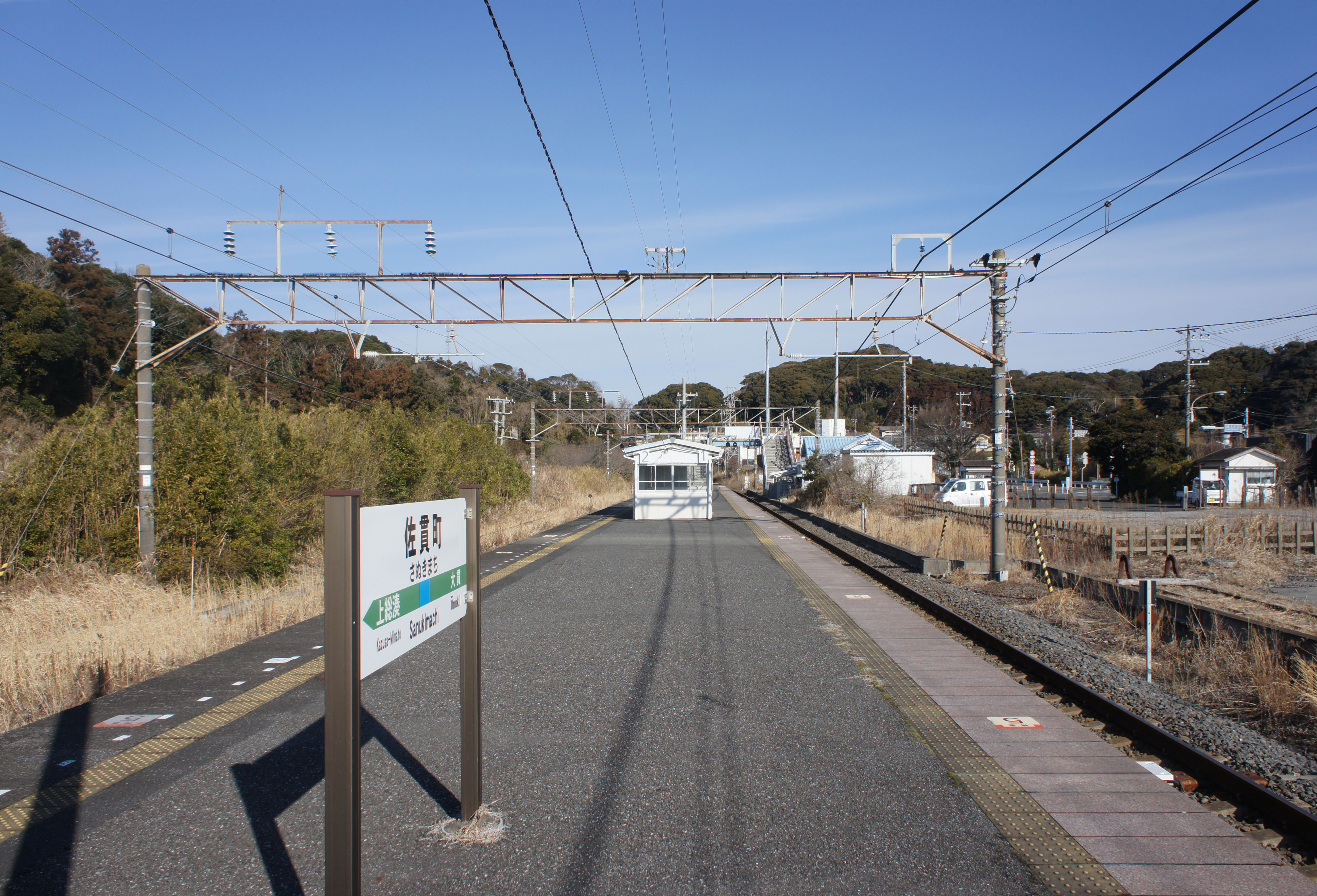
駅ホーム（2022年2月）

## 利用状況
2023年度（令和5年度）の1日平均乗車人員は158人である。
JR東日本および千葉県統計年鑑によると、1990年度（平成2年度）以降の1日平均乗車人員の推移は以下の通り。
| 年度               | 1日平均 乗車人員 | 出典     |
| ------------------ | ---------------- | -------- |
| 1990年（平成02年） | 890              | [ * 1 ]  |
| 1991年（平成03年） | 884              | [ * 2 ]  |
| 1992年（平成04年） | 816              | [ * 3 ]  |
| 1993年（平成05年） | 740              | [ * 4 ]  |
| 1994年（平成06年） | 661              | [ * 5 ]  |
| 1995年（平成07年） | 589              | [ * 6 ]  |
| 1996年（平成08年） | 560              | [ * 7 ]  |
| 1997年（平成09年） | 548              | [ * 8 ]  |
| 1998年（平成10年） | 511              | [ * 9 ]  |
| 1999年（平成11年） | 485              | [ * 10 ] |
| 2000年（平成12年） | 459              | [ * 11 ] |
| 2001年（平成13年） | 414              | [ * 12 ] |
| 2002年（平成14年） | 402              | [ * 13 ] |
| 2003年（平成15年） | 385              | [ * 14 ] |
| 2004年（平成16年） | 355              | [ * 15 ] |
| 2005年（平成17年） | 363              | [ * 16 ] |
| 2006年（平成18年） | 359              | [ * 17 ] |
| 2007年（平成19年） | 348              | [ * 18 ] |
| 2008年（平成20年） | 350              | [ * 19 ] |
| 2009年（平成21年） | 343              | [ * 20 ] |
| 2010年（平成22年） | 336              | [ * 21 ] |
| 2011年（平成23年） | 315              | [ * 22 ] |
| 2012年（平成24年） | 315              | [ * 23 ] |
| 2013年（平成25年） | 297              | [ * 24 ] |
| 2014年（平成26年） | 281              | [ * 25 ] |
| 2015年（平成27年） | 277              | [ * 26 ] |
| 2016年（平成28年） | 261              | [ * 27 ] |
| 2017年（平成29年） | 223              | [ * 28 ] |
| 2018年（平成30年） | 224              | [ * 29 ] |
| 2019年（令和元年） | 211              | [ * 30 ] |
| 2020年（令和02年） | 167              |          |
| 2021年（令和03年） | 173              |          |
| 2022年（令和04年） | 160              |          |
| 2023年（令和05年） | 158              |          |

## 駅周辺
- 国道127号
- 国道465号
- 千葉県道163号小櫃佐貫停車場線
- 千葉県道256号新舞子海岸線
- 富津市役所佐貫連絡所
- 富津市立佐貫中学校
- 富津市立佐貫小学校
- 佐貫郵便局
- 新舞子海水浴場
- マザー牧場（バス連絡・下記参照）
- 東京湾観音

## バス路線
駅前のロータリーと道路に「佐貫町駅」停留所があり、以下の路線が乗り入れている。各路線とも日東交通により運行されている。
- マザー牧場・神野寺行
- 富津公園行
- 笹毛行
- 上総湊駅行

## その他
- 当駅 - 上総湊駅間は強風の影響を受けやすく、しばしば速度規制や運転中止が発生していた。このため防風柵設置が行われ、2012年3月21日に完成したが[4]、上総湊駅 - 竹岡駅間、那古船形駅 - 館山駅間など他の区間で風規制になることも多く、線区全体での対策が求められている[5]。
- 茨城県龍ケ崎市にある常磐線の龍ケ崎市駅が「佐貫駅」であった時は、名称が似通っていたことから当駅が最寄り駅のマザー牧場へ向かう旅客が誤って佐貫駅で下車した事例が報告されていた[6]。

## 隣の駅
東日本旅客鉄道（JR東日本）
■内房線
■普通（各駅停車）
大貫駅 - 佐貫町駅 - 上総湊駅

### 記事本文
1. 1 2 3  曽根悟（監修） 著、朝日新聞出版分冊百科編集部 編『週刊 歴史でめぐる鉄道全路線 国鉄・JR』 31号 内房線・外房線・久留里線、朝日新聞出版〈週刊朝日百科〉、2010年2月21日、14-15頁。
2. ↑  石野哲（編）『停車場変遷大事典 国鉄・JR編 Ⅱ』JTB、1998年、618頁。ISBN 978-4-533-02980-6。
3. 1 2  『Suicaをご利用いただけるエリアが広がります。』（PDF）（プレスリリース）東日本旅客鉄道、2008年12月22日。オリジナルの2019年5月3日時点におけるアーカイブ。2018年7月8日閲覧。
4. ↑  『内房線佐貫町〜上総湊駅間の防風柵の完成について』（PDF）（プレスリリース）東日本旅客鉄道千葉支社、2012年3月21日。オリジナルの2020年8月11日時点におけるアーカイブ。2020年8月22日閲覧。
5. ↑  “申1号団体交渉行う! 〜第3回定期大会発言に基づく申し入れ〜” (PDF).   ジェイアール労働組合千葉地本 (2009年10月31日). 2014年1月2日時点のオリジナルよりアーカイブ。2020年8月22日閲覧。
6. ↑  “当駅は「マザー牧場」最寄りではありません! JR佐貫駅、駅名変更で乗り間違いなくなる?”. 産経新聞. (2018年6月28日).  オリジナルの2020年5月14日時点におけるアーカイブ。 2020年8月22日閲覧。

### 利用状況
1. ↑  千葉県統計年鑑 - 千葉県
2. ↑  富津市統計書 - 富津市

JR東日本の2000年度以降の乗車人員
1. 1 2  各駅の乗車人員（2023年度） - JR東日本
2. ↑  各駅の乗車人員（2000年度） - JR東日本
3. ↑  各駅の乗車人員（2001年度） - JR東日本
4. ↑  各駅の乗車人員（2002年度） - JR東日本
5. ↑  各駅の乗車人員（2003年度） - JR東日本
6. ↑  各駅の乗車人員（2004年度） - JR東日本
7. ↑  各駅の乗車人員（2005年度） - JR東日本
8. ↑  各駅の乗車人員（2006年度） - JR東日本
9. ↑  各駅の乗車人員（2007年度） - JR東日本
10. ↑  各駅の乗車人員（2008年度） - JR東日本
11. ↑  各駅の乗車人員（2009年度） - JR東日本
12. ↑  各駅の乗車人員（2010年度） - JR東日本
13. ↑  各駅の乗車人員（2011年度） - JR東日本
14. ↑  各駅の乗車人員（2012年度） - JR東日本
15. ↑  各駅の乗車人員（2013年度） - JR東日本
16. ↑  各駅の乗車人員（2014年度） - JR東日本
17. ↑  各駅の乗車人員（2015年度） - JR東日本
18. ↑  各駅の乗車人員（2016年度） - JR東日本
19. ↑  各駅の乗車人員（2017年度） - JR東日本
20. ↑  各駅の乗車人員（2018年度） - JR東日本
21. ↑  各駅の乗車人員（2019年度） - JR東日本
22. ↑  各駅の乗車人員（2020年度） - JR東日本
23. ↑  各駅の乗車人員（2021年度） - JR東日本
24. ↑  各駅の乗車人員（2022年度） - JR東日本

千葉県統計年鑑
1. ↑  千葉県統計年鑑（平成3年）
2. ↑  千葉県統計年鑑（平成4年）
3. ↑  千葉県統計年鑑（平成5年）
4. ↑  千葉県統計年鑑（平成6年）
5. ↑  千葉県統計年鑑（平成7年）
6. ↑  千葉県統計年鑑（平成8年）
7. ↑  千葉県統計年鑑（平成9年）
8. ↑  千葉県統計年鑑（平成10年）
9. ↑  千葉県統計年鑑（平成11年）
10. ↑  千葉県統計年鑑（平成12年）
11. ↑  千葉県統計年鑑（平成13年）
12. ↑  千葉県統計年鑑（平成14年）
13. ↑  千葉県統計年鑑（平成15年）
14. ↑  千葉県統計年鑑（平成16年）
15. ↑  千葉県統計年鑑（平成17年）
16. ↑  千葉県統計年鑑（平成18年）
17. ↑  千葉県統計年鑑（平成19年）
18. ↑  千葉県統計年鑑（平成20年）
19. ↑  千葉県統計年鑑（平成21年）
20. ↑  千葉県統計年鑑（平成22年）
21. ↑  千葉県統計年鑑（平成23年）
22. ↑  千葉県統計年鑑（平成24年）
23. ↑  千葉県統計年鑑（平成25年）
24. ↑  千葉県統計年鑑（平成26年）
25. ↑  千葉県統計年鑑（平成27年）
26. ↑  千葉県統計年鑑（平成28年）
27. ↑  千葉県統計年鑑（平成29年）
28. ↑  千葉県統計年鑑（平成30年）
29. ↑  千葉県統計年鑑（令和元年）
30. ↑  千葉県統計年鑑（令和2年）